# Église Saint-Pierre-Saint-Paul de La Motte-Tilly
Pour les articles homonymes, voir Église Saint-Pierre-et-Saint-Paul.
L'église Saint-Pierre-Saint-Paul est une église située à La Motte-Tilly, en France.

## Localisation
L'église est située sur la commune de La Motte-Tilly, dans le département français de l'Aube.

## Historique
L'édifice est inscrit au titre des monuments historiques en 1962.